# Barbara Bush
Pour les articles homonymes, voir Bush, Pierce et Barbara Pierce et Jenna Bush.
Pour les autres membres de la famille, voir Famille Bush.
Barbara Bush, née Pierce le 8 juin 1925 à Flushing (État de New York) et morte le 17 avril 2018 à Houston (Texas) est, en sa qualité d'épouse du 41e président des États-Unis, George H. W. Bush, la Première dame des États-Unis du 20 janvier 1989 au 20 janvier 1993.

## Biographie

### Origines et vie familiale
Barbara Pierce naît le 8 juin 1925. Elle est le troisième enfant de Pauline Robinson (1896-1949) et de Marvin Pierce (1893-1969), président des éditions McCall Corporation.
Elle se marie le 6 janvier 1945 avec George H. W. Bush qu'elle a rencontré alors qu'elle avait 16 ans et avec qui elle aura six enfants :
- George W. Bush (né le 6 juillet 1946), 43e président des États-Unis, de 2001 à 2009 ;
- Pauline Robinson « Robin » (née le 20 décembre 1949, morte d’une leucémie le 11 octobre 1953)[2] ;
- John Ellis « Jeb » (né le 11 février 1953), gouverneur de Floride, de 1999 à 2007 ;
- Neil Bush (en) (né le 22 janvier 1955), homme d'affaires ;
- Marvin Bush (en) (né le 22 octobre 1956), homme d'affaires ;
- Dorothy Bush (en) (née le 18 août 1959), auteure et philanthrope.

### Soutien de l'ascension politique de son mari
En septembre 1974, le président républicain Gerald Ford nomme George H. W. Bush chef du bureau américain de liaison à Pékin (en), l’équivalent d’un ambassadeur car les relations diplomatiques viennent d’être rétablies avec la Chine, et qu’une ambassade n’y est pas encore officiellement ouverte. Barbara Bush effectue alors, à presque 50 ans, son premier voyage à l'étranger. Elle commence à apprendre la langue chinoise, jusqu'à ce que, un an plus tard en décembre 1975, le couple revienne à Washington, George H. W. Bush étant nommé director of Central Intelligence, poste où il a sous sa coupe la CIA et qu’il occupe pendant un an jusqu’en janvier 1977, date de l’investiture de Jimmy Carter, successeur démocrate de Gerald Ford. En 1981, il est élu vice-président de Ronald Reagan et les Bush effectuent dès lors de nombreux voyages à travers le monde, Barbara Bush nouant des liens avec plusieurs responsables étrangers. Elle contribue comme cela aux campagnes électorales de son époux, prenant l'habitude de remplir des fiches sur tous les gens qu'il rencontre.

### Première dame des États-Unis

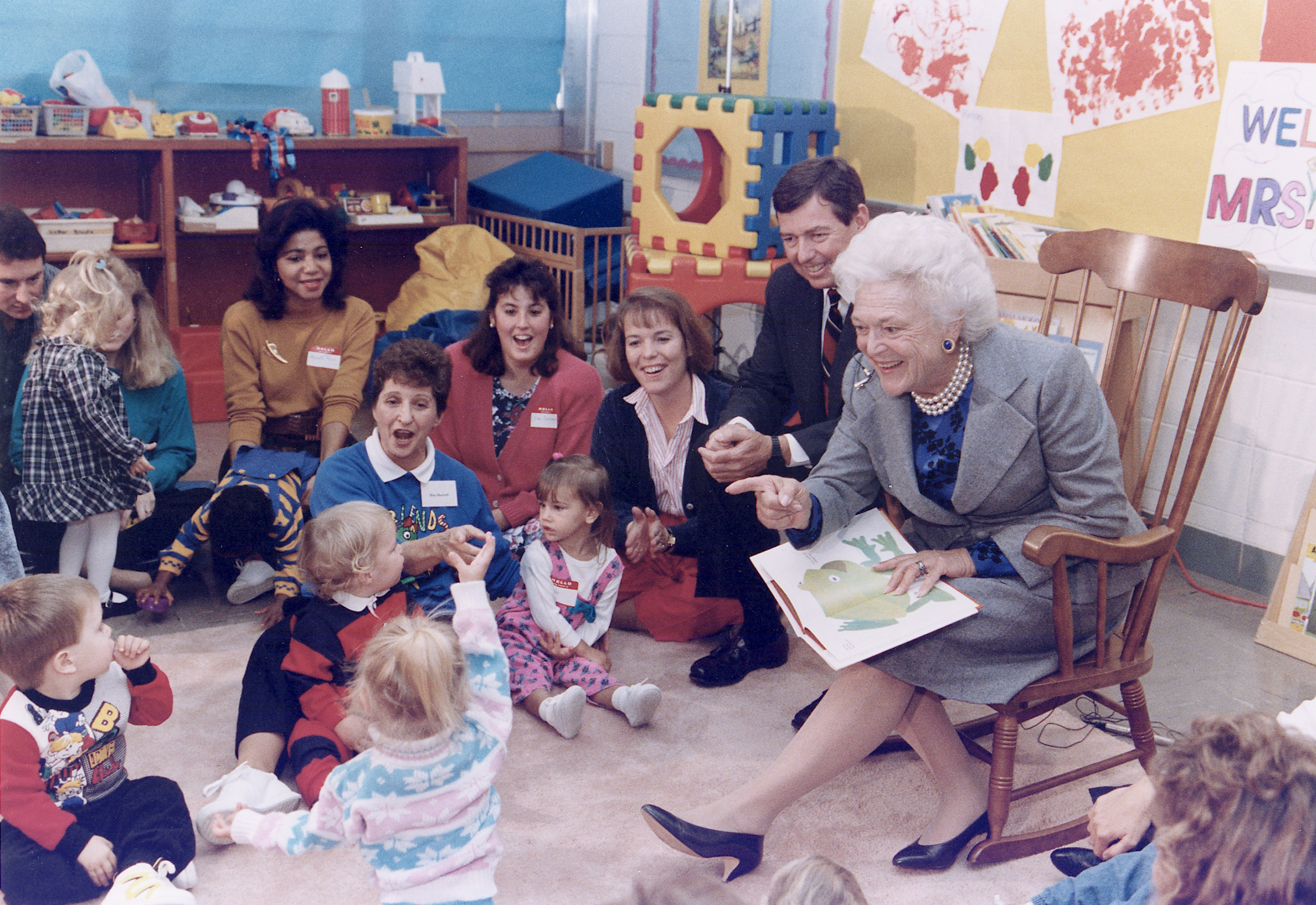
Barbara Bush lors d'une séance de lecture dans un établissement scolaire, en 1991.

Dans son rôle de Première dame des États-Unis (1989-1993), Barbara Bush fait preuve d'une certaine réserve, a contrario d'un fort caractère en privé : « Je ne me mêle pas de ce qu'il [son mari] fait dans le bureau ovale, il ne se mêle pas de la façon dont je gère mon foyer », déclare-t-elle. Celle qui lui succède, Hillary Clinton, rompt avec cette approche traditionnelle, lançant ainsi sur un ton condescendant en 1992 : « Je suppose que j'aurais pu rester à la maison à faire des cookies… », ce qui vaut à l'épouse de Bill Clinton des critiques des femmes au foyer américaines, alors que Barbara Bush jouit d'une forte popularité pour les deux tiers des Américains. Elle gagne par ailleurs l'image de « matriarche » du clan Bush.
À la Maison-Blanche, elle se consacre à l'alphabétisation des familles déshéritées aux États-Unis, créant une fondation sur le sujet. En 1990, elle lève un million de dollars à cet effet grâce à la vente du Livre de Millie, une description de la Maison-Blanche par le chien du couple. En 1994, elle publie ses Mémoires puis Réflexions en 2003.

### Mort
Barbara Bush meurt le 17 avril 2018 à Houston au Texas, à l’âge de 92 ans. Elle y vivait, avec son mari, depuis leur départ de la Maison-Blanche.
Dans l'histoire des États-Unis, Barbara Bush est la seule femme qui a vu, de son vivant, son mari et un de ses fils investis à la présidence. Une autre Première dame, Abigail Adams, la femme de John Adams, président de 1797 à 1801, décède avant de voir son fils John Quincy Adams accéder à son tour à la présidence des États-Unis, de 1825 à 1829.
Ses obsèques ont lieu à Houston le 21 avril 2018. Barbara Bush laisse derrière elle son mari, George H. W. Bush, 93 ans, cinq enfants dont George W. Bush, dix-sept petits-enfants et sept arrière-petits-enfants. Son mari George H. W. Bush meurt sept mois plus tard, le 30 novembre 2018, à l’âge de 94 ans.

## Dans la fiction
- 1991 : Y a-t-il un flic pour sauver le président ?, de David Zucker, jouée par Margery Ross ;
- 1996 : dans l'épisode Deux mauvais voisins des Simpsons ;
- 2008 : W. : L'Improbable Président, d'Oliver Stone, jouée par Ellen Burstyn.